# Will Schutz
William Schutz, född 19 december 1925 i Chicago, Illinois, död 9 november 2002 i Muir Beach, Kalifornien, var en amerikansk psykolog och skapare av FIRO-teorin. Schutz var verksam vid Esalen Institute, Big Sur, Kalifornien och skrev sin avhandling vid UCLA.